# Canton de Brest-Kerichen
Le canton de Brest-Kerichen est une ancienne division administrative française, située dans le département du Finistère en région Bretagne.

## Composition
Le canton comprenait une fraction de la ville de Brest.

## Histoire
Ancien canton de Brest-VII, créé en 1985, il est supprimé à compter des élections départementales de mars 2015.

## Administration

### Conseillers généraux de 1985 à 2015
| Période | Période | Identité                   | Étiquette | Qualité |
| ------- | ------- | -------------------------- | --------- | --- |
| 1985    | 1992    | Marie-Jacqueline Desouches | PS        | Maître-assistante à la faculté de droit et de sciences économiques de Brest Ancienne conseillère régionale (1974-1979) Ancienne députée au Parlement européen (1981-1984) Ancienne conseillère générale du canton de Brest-Lambézellec (1973-1985) |
| 1992    | 1998    | Albert Di Comun            | UDF       | Employé chez Thalès Conseiller municipal de Brest |
| 1998    | 2011    | Yvon Berthou               | PS        | Enseignant Conseiller municipal de Brest (1989-2000) |
| 2011    | 2015    | Rebecca Fagot-Oukkache     | PS        | Directrice d'une résidence intergénérationnelle à Morlaix Conseillère municipale de Brest |

## Démographie
| 1999   | 2006   | 2011   | 2012   |
| ------ | ------ | ------ | ------ |
| 18 921 | 17 737 | 15 902 | 15 910 |